# Bordeaux Concert
Albums
Budapest Concert
Bordeaux Concert est un album live de Keith Jarrett, dans lequel il joue au piano solo. L'album propose de la musique enregistrée en direct le 6 juillet 2016, à l'auditorium de Bordeaux, en France, lors d'une tournée européenne. Il est sorti par ECM sur format CD en septembre 2022. Ce concert a été produit par le Jazz and Wine Bordeaux Festival pour le concert d'ouverture de l'édition 2016 – célébrant les 10 ans du festival.

## Développement
Selon keithjarrett.org, en 2016, Jarrett a joué un total de 8 concerts de piano solo. Bordeaux Concert a été enregistré lors du cinquième concerts, le deuxième soir de sa tournée européenne.
- 9 février 2016 – Isaac Stern Auditorium, Carnegie Hall, New York (États-Unis)
- 29 avril 2016 – Walt Disney Concert Hall, Los Angeles, Californie (États-Unis)
- 2 mai 2016 – Davies Symphony Hall, San Francisco, Californie (États-Unis)
- 3 juillet 2016 - Salle de concert nationale Béla Bartók, Palais des Arts, Budapest, Hongrie
- 6 juillet 2016 – Auditorium de Bordeaux, Bordeaux, France
- 9 juillet 2016 – Goldener Saal, Musikverein, Vienne, Autriche
- 12 juillet 2016 – Parco Della Musica, Rome, Italie
- 16 juillet 2016 – Philharmonie, Gasteig, Munich, Allemagne

L'album capturant le concert de Keith Jarrett en 2016 à Bordeaux ne contient aucun applaudissement, aucun bruit de public ni aucune sorte de temps extra-musical entre les morceaux. Dans une carrière d'enregistrement de près de 50 ans, c'est la première fois qu'un album live de Jarrett ECM est publié sous un format « studio ». Les applaudissements avaient fait l'objet d'un débat lors du Carnegie Hall Concert (album de Keith Jarrett)[réf. nécessaire].

## Accueil
Dans une critique pour AllMusic, Thom Jurek a écrit que l'album « n'est pas pour le débutant de Jarrett, mais pour les fans chevronnés de ses nombreux enregistrements en solo, qui sont, après tout, responsables d'une partie importante de sa réputation légendaire. Le dialogue qu'il engage ici avec le piano défie ses propres affirmations avec une autorité discrète, voire révérencielle. Ce n'est pas seulement magistral, c'est émouvant, interrogatif et virtuose. »
John Fordham du journal  The Guardian a noté que « tout, des ballades improvisées les plus douces au blues le plus exubérant et le plus dur, attire des éloges reconnaissants - le son des remerciements d'un public pour une musique unique qui n'appartenait qu'à leur présence avec Jarrett, en ce sens l'espace, en cette soirée unique. »
Mike Jurkovic pour All About Jazz, a qualifié l'album « d'écoute remarquable » et a déclaré : « Bordeaux Concert donne l'impression qu'il a toujours été là. Dans les airs, dans le cœur, dans les détours tranquilles d'un monde tout entier. Il suffit d'attendre que quelqu'un la rencontre et comprenne mieux à quel point cette vie peut être belle et paisible. »
Dans un article du Daily Telegraph, Ivan Hewett a fait remarquer : « Si cet album s'avère être l'adieu de Jarrett, ce sera plus que digne. »
Jim Hynes de Glide Magazine a écrit : « chaque performance solo de Jarrett a son propre attrait magique et Bordeaux tient certainement le sien avec tous les autres de son catalogue légendaire. »
Le rédacteur Steven Wine de l'Associated Press a fait l'éloge du «mélange étonnant d'intensité, d'introspection et d'invention» de l'album et a commenté : « La structure et le rythme sont une merveille alors que la composition sur place de Jarrett oscille entre un lyrisme magnifique et des explorations chromatiques dissonantes et affligées qui abandonnent le tempo... Une mélodie lancinante se déroule comme une invitation à fredonner, et c'est ce que fait Jarrett. Il aime ce qu'il entend, et il est facile de comprendre pourquoi. »

## Liste des pistes
Toutes les compositions de Keith Jarrett.
1. Partie I - 12:45
2. Partie II - 4:44
3. Partie III - 4:33
4. Partie IV - 7:47
5. Partie V - 6:16
6. Partie VI - 4:23
7. Partie VII - 7:28
8. Partie VIII - 5:48
9. Partie IX - 4:39
10. Partie X - 2:54
11. Partie XI - 6:08
12. Partie XII - 5:34
13. Partie XII - 4:31

## Personnel
- Keith Jarrett – piano
- Keith Jarrett - producteur
- Manfred Eicher - producteur exécutif
- Martin Pearson - ingénieur (enregistrement)
- Christoph Stickel – ingénieur (mastering)
- Sascha Kleis – conception
- Max Franosch – photographie de couverture